# European Film Award du meilleur film non-européen
Le Prix du cinéma européen du meilleur film non-européen (European Film Award for Best Non-European Film) est une récompense cinématographique décernée de 1996 à 2005 par l'Académie européenne du cinéma lors de la cérémonie annuelle des Prix du cinéma européen.

## Palmarès

### Années 1990
- 1996 : Dead Man  États-Unis
- 1997 : Hana-bi (はなび)  Japon
- 1998 : The Truman Show  États-Unis
- 1999 : Une histoire vraie (The Straight Story)  États-Unis

### Années 2000
- 2000 : In the Mood for Love (花樣年華, Fa yeung nin wa)  Hong Kong
- 2001 : Moulin Rouge (Moulin Rouge!)  Australie  États-Unis
- 2002 : Intervention divine (يد إلهية, Yadon ilaheyya)  Palestine
- 2003 : Les Invasions barbares  Canada
- 2004 : 2046  Hong Kong
- 2005 : Good Night and Good Luck  États-Unis